# Meimei-an
Meimei-an est un pavillon de thé situé dans la ville de Matsue, sur les hauteurs au nord du château de Matsue. Recouvert d’un épais toit de chaume, Meimei-an est un exemple extrêmement bien préservé d'un pavillon de thé de style architectural irimoya-zukuri. Il est classé en tant que Bien culturel par la préfecture de Shimane.

## Histoire du pavillon
Ce pavillon de thé fut édifié en 1779 à la demande du seigneur du fief de Matsue, Matsudaira Harusato, dit Fumaï, selon ses instructions dans le jardin de la résidence d'un de ses vassaux. Déplacé à quatre reprises, y compris à Edo (futur Tokyo), le pavillon fut transporté à son emplacement actuel en 1966, à l'occasion du 150e anniversaire de la mort de Fumaï.

## L'influence du seigneur Fumaï sur la cérémonie du thé de Matsue
Devenant à l’âge de 17 ans le onzième souverain du fief de Matsue, le seigneur Fumaï entreprit des réformes pour relancer l’économie du fief et eut une grande influence sur la culture de Matsue. Fin lettré et particulièrement versé dans les arts du thé, il développa un style original de cérémonie du thé et écrit un ouvrage sur le sujet. L’inscription 明々庵 (meimei-an) qui orne l’entrée a été écrite par le seigneur Fumaï lui-même.
Les artisans de Matsue rivalisèrent d’ingéniosité pour créer et offrir à leur seigneur les plus beaux wagashi, confiseries qui accompagnent traditionnellement le thé. Aujourd’hui, grâce à Fumaï, Matsue est l’une des trois villes les plus réputées du Japon pour ses wagashi, au même rang que Kyôto et Kanazawa, et de nombreuses maisons de thé parsèment la ville.
Une grande cérémonie se tient en son honneur tous les 24 avril, le jour de sa disparition, dans le temple Gesshôji, qui abrite les sépultures du clan Matsudaira, à l’ouest du château de Matsue.

## Galerie

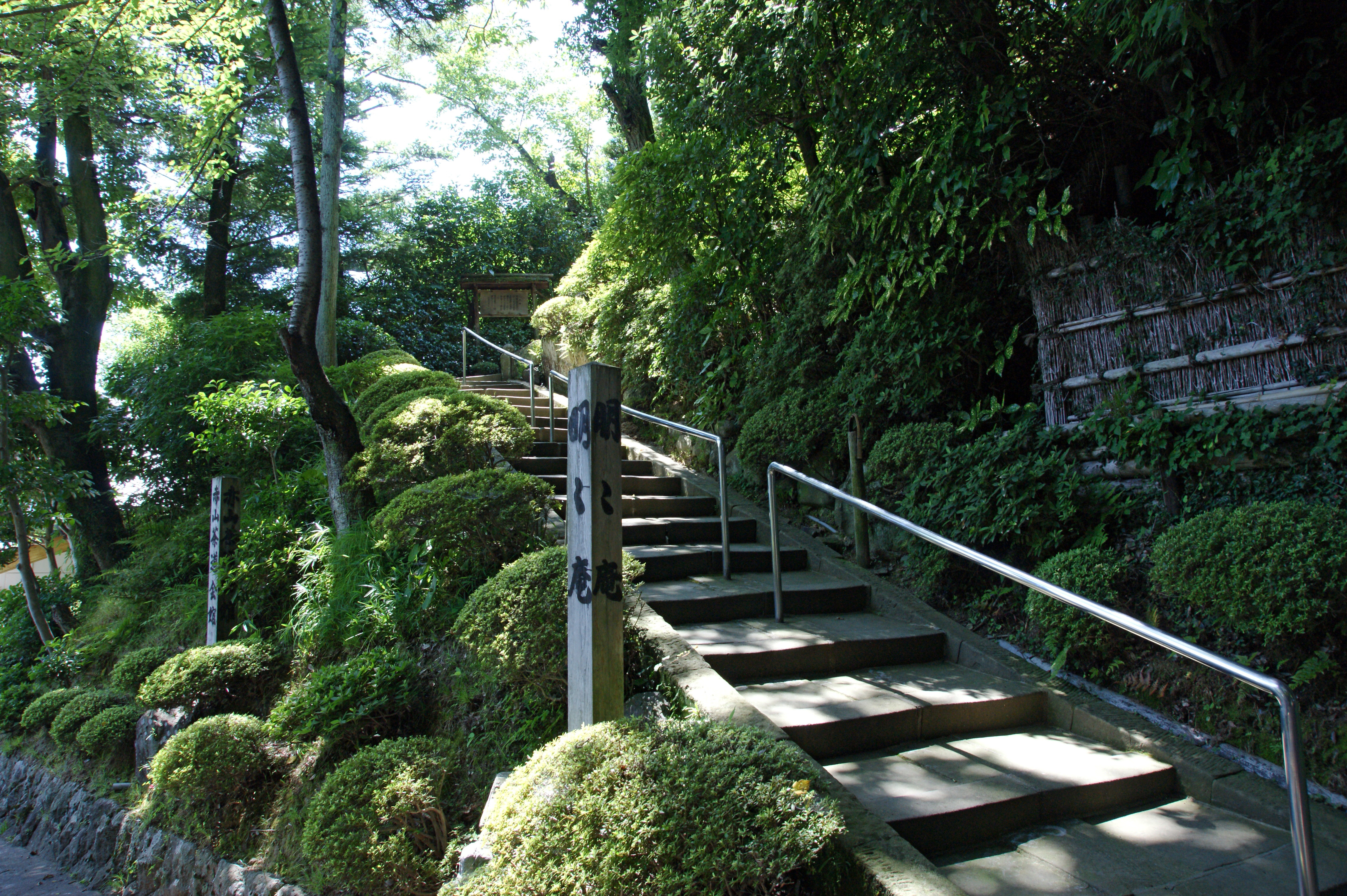
Escalier de l'entrée.
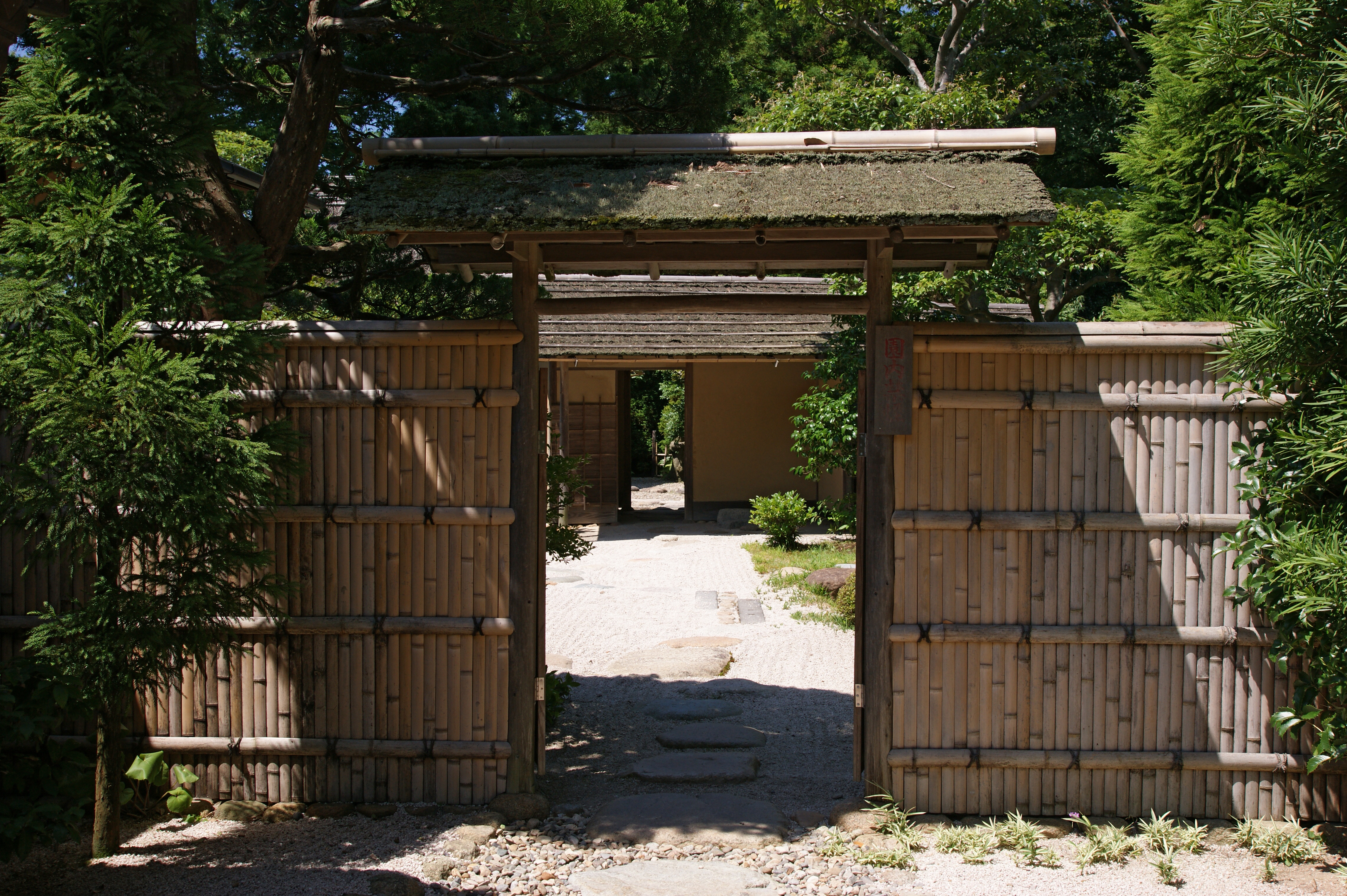
Porte donnant sur le jardin et le pavillon.
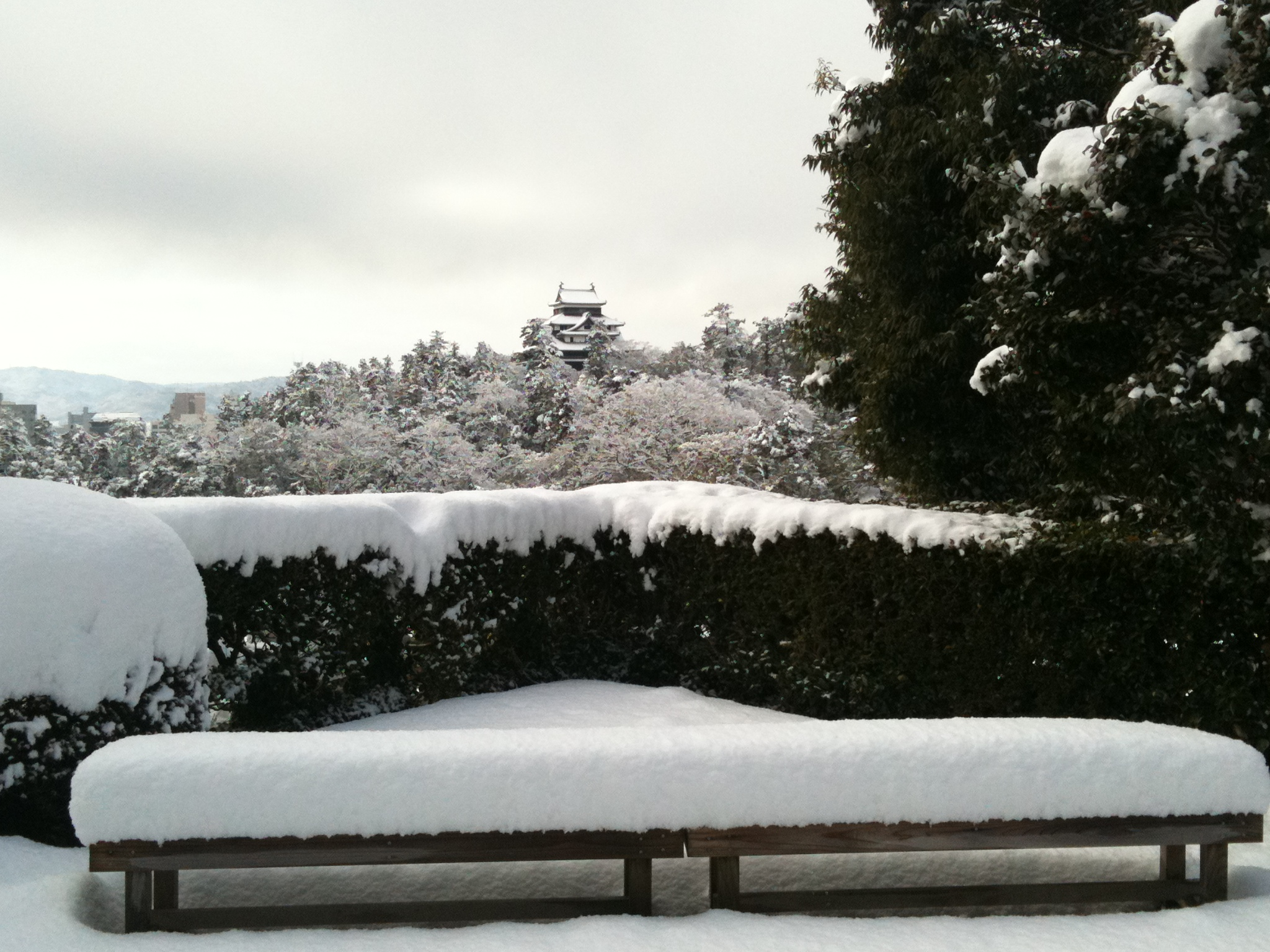
Vue sur le château de Matsue depuis l'entrée du jardin.
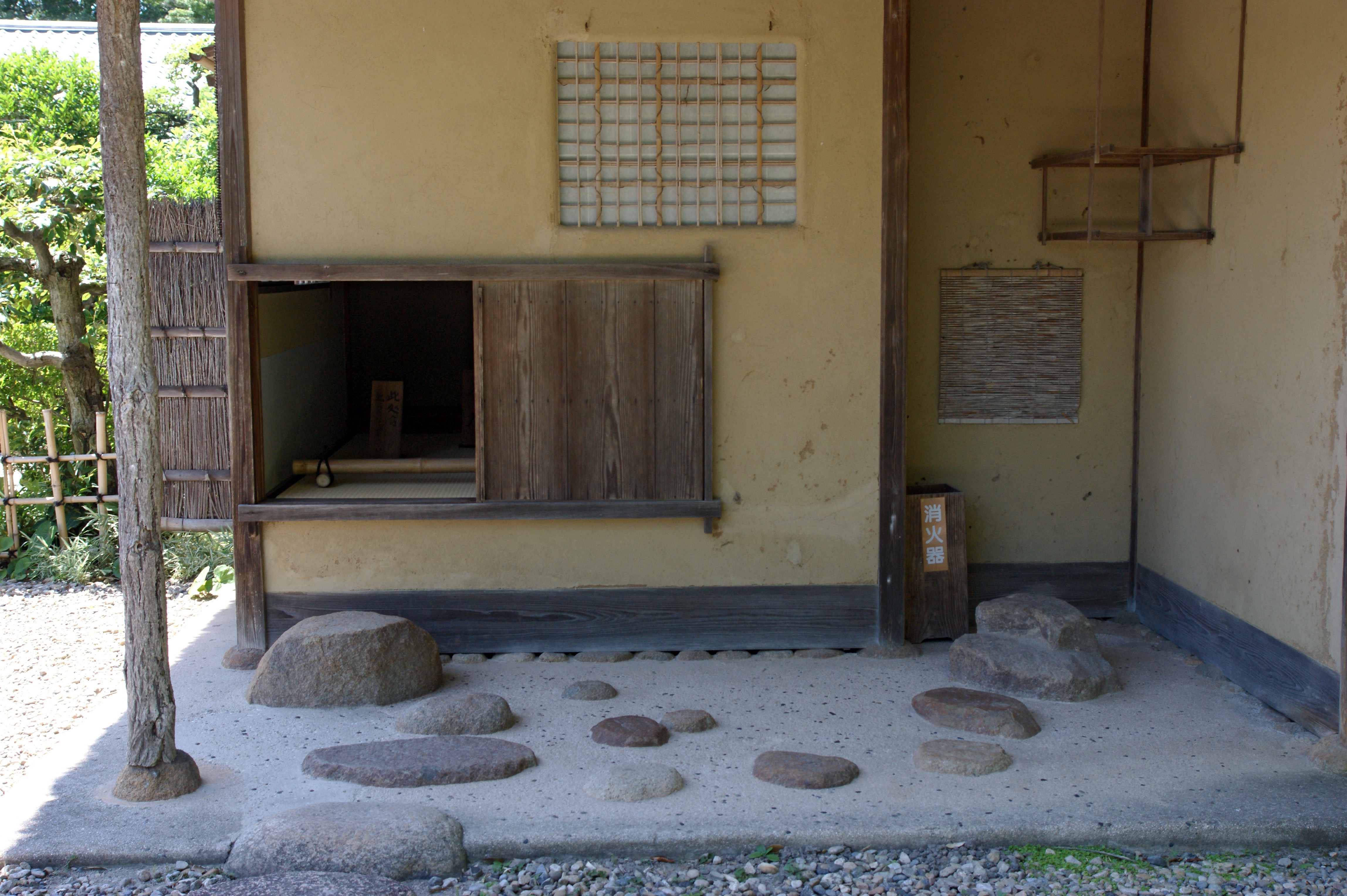
La petite porte d'entrée nijiri-guchi.
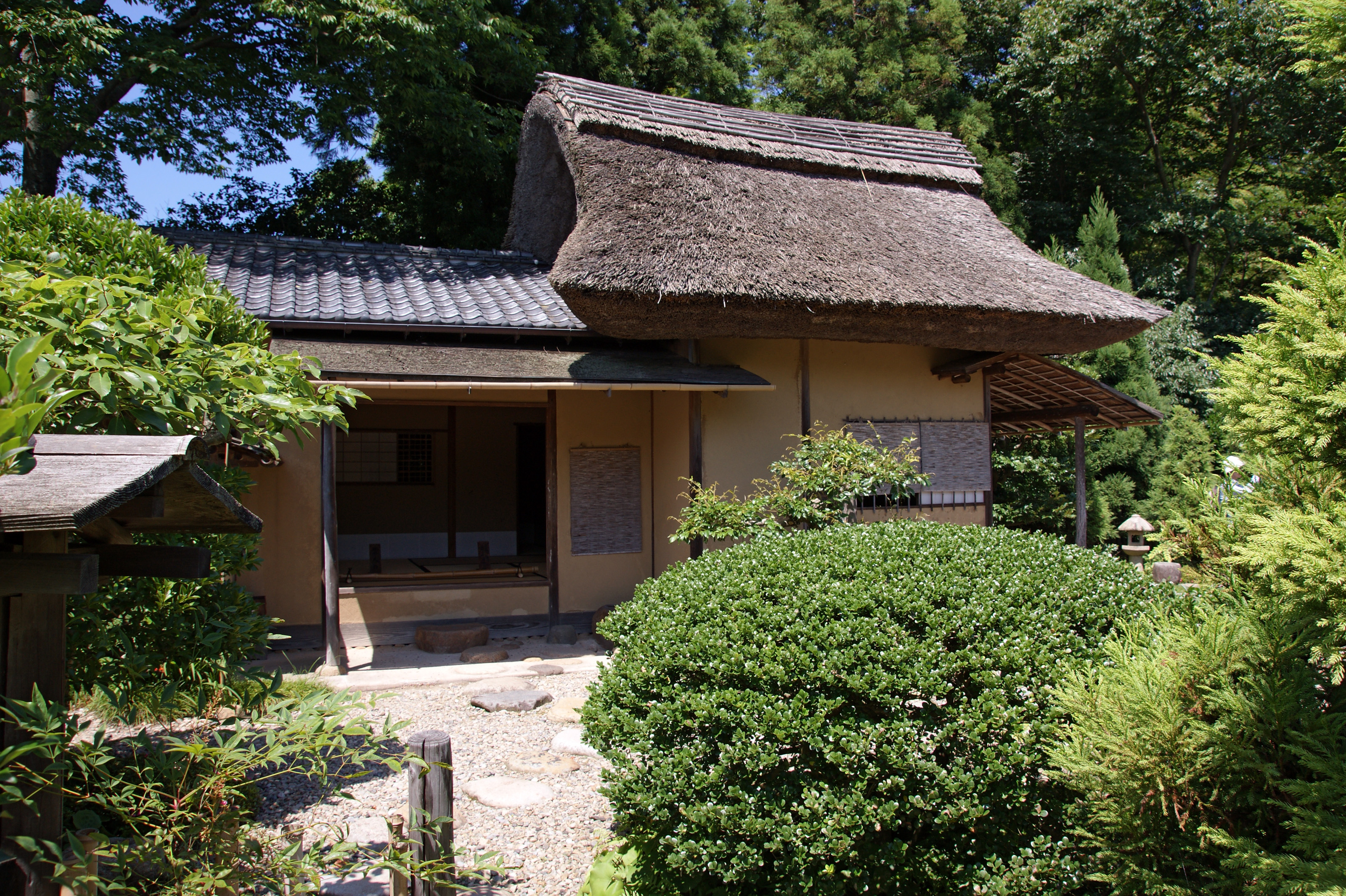
Vue de côté du pavillon.